# Scaled Composites Model 367 BiPod
|}
Scaled Composites Model 367 BiPod je eksperimentalni letavto, ki ga razvija ameriški Scaled Composites. Velja za zadnje letalo znanega konstruktorja nekonvencionalnih letal Burta Rutana. 

Model 367 BiPod ima dva trupa, vsak trup ima bencinski motor z delovno prostornino 450 cc. Za pogon ima dva propelerja. Razpon kril je 9,7 metra, v načinu avto se širina zmanjša na 2,4 metra. 

## Specifikacije(Scaled Composites Model 367 BiPod)
Podatki iz Aviation Week and Space Technology
Splošne značilnosti
- Posadka: 1
- Število sedežev: 2
- Razpon kril: 31 ft 10 in (9,70 m) 7ft 11 (v načinu avto)
- Bruto teža: 1.430 lb (649 kg)1,2kwh litijionska baterija

Zmogljivost
- Maks. hitrost: 174 kn; 322 km/h (200 mph)